# Elixyr
Elixyr är ett cigarettvarumärke från tobaksbolaget Rebel Tobacco, som även marknadsför cigaretter som Maryland och Ducal. Elixyr introducerades under år 2001 i Sverige, men är sedan ett flertal år tillbaka en välkänd produkt i övriga Europa. Elixyr finns även som snus.

## Elixyr Original (Röd)
- Tjära 10 mg
- Nikotin 0,8 mg
- Kolmonoxid 10 mg

## Elixyr Fine Taste (Rödvit)
- Tjära 8 mg
- Nikotin 0,6 mg
- Kolmonoxid 9 mg

## Elixyr Menthol (Grön)
- Tjära 10 mg
- Nikotin 0,8 mg
- Kolmonoxid 10 mg